# Aplosonyx quadripustulata
Aplosonyx quadripustulata es un coleóptero de la familia Chrysomelidae. Fue descrita científicamente por primera vez en 1877 por Baly.